# Dufourea viridis
Dufourea viridis är en biart som beskrevs av Timberlake 1941. Dufourea viridis ingår i släktet solbin, och familjen vägbin. Inga underarter finns listade i Catalogue of Life.